# World Team Challenge 2023
Die 22. World Team Challenge 2023 (offiziell: bett1.de Biathlon World Team Challenge 2023) war ein Biathlonwettbewerb, der am 28. Dezember 2023 in der Veltins-Arena von Gelsenkirchen stattfand.

## Ablauf
Der Wettkampf bestand aus einer Kombination von Massenstart- und Verfolgungsrennen. Zudem wurden vor den Seniorenrennen erneut eine Talent Team Challenge für Nachwuchsathleten und ein Shoot-Out veranstaltet.

## Änderungen
Aufgrund des Fluorwachs-Verbots, welches seit diesem Winter gültig ist, durften bei der World Team Challenge die Ski nicht mehr von den Technikern der teilnehmenden Nationen präpariert werden. Stattdessen wurden für alle Teilnehmer einheitliche Ski von einem deutschen Techniker verteilt. Dadurch sollten zeitaufwändige Kontrollen der Ski vermieden werden.
Außerdem gab es, erstmals seit vielen Jahren, Änderungen an der Strecke. Da es in der Vergangenheit unmittelbar nach einer Abfahrt häufig zu Stürzen gekommen ist, wurde diese durch eine 180 Grad-Kurve ersetzt. Als Folge waren während der Wettbewerbe keine Stürze zu vermelden. Die Streckenänderung hat mit über 34 Minuten in der Verfolgung zur längsten Rennzeit seit über zehn Jahren geführt.

## Ergebnisse
Es starteten insgesamt 10 Teams aus 9 Nationen, Deutschland war traditionell mit zwei Staffeln vertreten.

### Massenstart
| Platz | Name                                             | Land        | Zeit in min (+Strafrunden) |
| ----- | ------------------------------------------------ | ----------- | -------------------------- |
| 1     | Julia Simon / Fabien Claude                      | Frankreich  | 33:55,2 (+4)               |
| 2     | Hanna Kebinger / Benedikt Doll                   | Deutschland | +50,5 (+4)                 |
| 3     | Ingrid Landmark Tandrevold / Sturla Holm Lægreid | Norwegen    | +1:00,7 (+5)               |
| 4     | Julija Dschyma / Dmytro Pidrutschnyj             | Ukraine     | + 1:16,8 (+5)              |
| 5     | Polona Klemenčič / Jakov Fak                     | Slowenien   | +1:28,2 (+6)               |
| 6     | Lisa Hauser / Felix Leitner                      | Österreich  | +1:53,7 (+5)               |
| 7     | Janina Hettich-Walz / Roman Rees                 | Deutschland | +1:59,5 (+7)               |
| 8     | Amy Baserga / Sebastian Stalder                  | Schweiz     | +2:22,4 (+8)               |
| 9     | Lotte Lie / Florent Claude                       | Belgien     | +3:04,6 (+10)              |
| 10    | Markéta Davidová / Michal Krčmář                 | Tschechien  | LAP (+14)                  |

### Verfolgung
| Platz | Name                                             | Land        | Zeit in min (+Strafrunden) |
| ----- | ------------------------------------------------ | ----------- | -------------------------- |
| 1     | Julia Simon / Fabien Claude                      | Frankreich  | 34:43,5 (+3)               |
| 2     | Ingrid Landmark Tandrevold / Sturla Holm Lægreid | Norwegen    | +57,5 (+3)                 |
| 3     | Polona Klemenčič / Jakov Fak                     | Slowenien   | +1:08,2 (+2)               |
| 4     | Janina Hettich-Walz / Roman Rees                 | Deutschland | +1:10,1 (+4)               |
| 5     | Julija Dschyma / Dmytro Pidrutschnyj             | Ukraine     | +1:30,5 (+6)               |
| 6     | Hanna Kebinger / Benedikt Doll                   | Deutschland | +1:32,2 (+7)               |
| 7     | Lotte Lie / Florent Claude                       | Belgien     | +1:37,3 (+4)               |
| 8     | Markéta Davidová / Michal Krčmář                 | Tschechien  | +1:58,1 (+6)               |
| 9     | Amy Baserga / Sebastian Stalder                  | Schweiz     | +1:59,1 (+5)               |
| 10    | Lisa Hauser / Felix Leitner                      | Österreich  | +2:24,5 (+7)               |

### Talent Team Challenge
| Platz | Staffel                                       |
| ----- | --------------------------------------------- |
| 1     | ÖsterreichAnna Andexer Lukas Haslinger        |
| 2     | FrankreichJeanne Richard Théo Guiraud-Poillot |
| 3     | NorwegenRagna Fodstad Einar Hedegart          |